# نیوبه ۷۱
سیارک ۷۱ (به انگلیسی: 71 Niobe) هفتاد و یکمین سیارک کشف شده‌است که در ۱۳ اوت ۱۸۶۱ و در دوسلدورف کشف شد.
قدر مطلق سیارک برابر ۷٫۳۰ است.